# Nicola Pérez
Alison Nicola Pérez Barone  (Isidoro Noblía, Cerro Largo, 5 de febrero de 1990) es un futbolista uruguayo que juega de portero y actualmente milita en Ñublense de la Primera División de Chile.

## Trayectoria
Se inició en las inferiores del Club Nacional de Football. Disputó con la selección de su país el Campeonato Sudamericano Sub-20 de 2009, y también fue seleccionado por el entrenador Diego Aguirre para disputar el mundial de la misma categoría, donde fue suplente de Martín Rodríguez. Nacional lo cedió a préstamo a El Tanque Sisley durante la temporada 2010-11 del fútbol uruguayo.

## Selección nacional Sub-20

### Participaciones en Copas del Mundo
| Mundial                  | Sede   | Resultado        | Partidos | Goles |
| ------------------------ | ------ | ---------------- | -------- | ----- |
| Copa Mundial Sub-20 2009 | Egipto | Octavos de final | 0        | 0     |

## Clubes
| Club                         | País    | Año       | Part. | Goles |
| ---------------------------- | ------- | --------- | ----- | ----- |
| C. Nacional F.               | Uruguay | 2009-2010 | 0     | 0     |
| C. C. D. El Tanque Sisley    | Uruguay | 2010-2014 | 58    | 0     |
| C. A. River Plate de Uruguay | Uruguay | 2014-2018 | 121   | 0     |
| C. A. Progreso               | Uruguay | 2019-2021 | 60    | 0     |
| Ñublense                     | Chile   | 2021-     | 144   | 0     |
| Total                        |         |           | 383   | 0     |

## Distinciones individuales
| Distinción                    | Año  |
| ----------------------------- | ---- |
| Mejor arquero de la Punta Cup | 2008 |